# Aneto
De Pico de Aneto is met 3404 meter de hoogste berg in de Pyreneeën. Hij ligt in het Maladeta-massief in het uiterste noordoosten van het Spaanse Aragón, vlak bij de Franse grens.
Lange tijd geloofde men dat de Canigou of de Monte Perdido de hoogste top van de Pyreneeën was, tot geoloog Henri Reboul in 1816 door metingen aantoonde dat dit de Aneto was.

## Beklimming
De berg werd voor het eerst beklommen op 20 juli 1842 door een klimexpeditie geleid door de Rus Platon de Chikhachev vanuit Bagnères-de-Luchon. Er bestaat nog steeds discussie over wie als eerste op de top stond. Platon de Chikhachev beklom de berg in gezelschap van gidsen en van Albert de Franqueville. Die laatste wordt soms ook genoemd als eerste op de top.